# Екол дьо лер
Екол дьо лер (на френски: École de l'air et de l'espace) е френско висше военно училище, което обучава офицери за френските военновъздушни и космически сили. Принадлежи към групата от девет големи френски военни училища. Разположено е в авиобазата в Салон дьо Прованс. Основано е през 1933 г. Завършилите училището получават офицерско звание, както и дипломи на инженери. Това е едно от 204-те френски инженерни училища, акредитирани към 1 септември 2020 г. за предоставяне на инженерна диплома.
Училището за първи път приема жени през 1976 г.
Училището е създадено през 1933 г. с декрет на 15-ия президент на Франция Албер Льобрен.

## Известни възпитаници
- Жан-Лу Кретиен – първият френски космонавт;
- Патрик Бодри – вторият френски астронавт;
- Мишел Тонини – бивш военен летец изпитател, 3-тият френски космонавт, астронавт на Европейската космическа агенция;
- Леополд Еярц – космонавт, астронавт-изследовател на Националния център за космически изследвания;
- Жан-Пиер Еньоре – офицер от френските ВВС, астронавт на Националния център за космически изследвания.